# Wereldkampioenschap dammen 2013 (match)

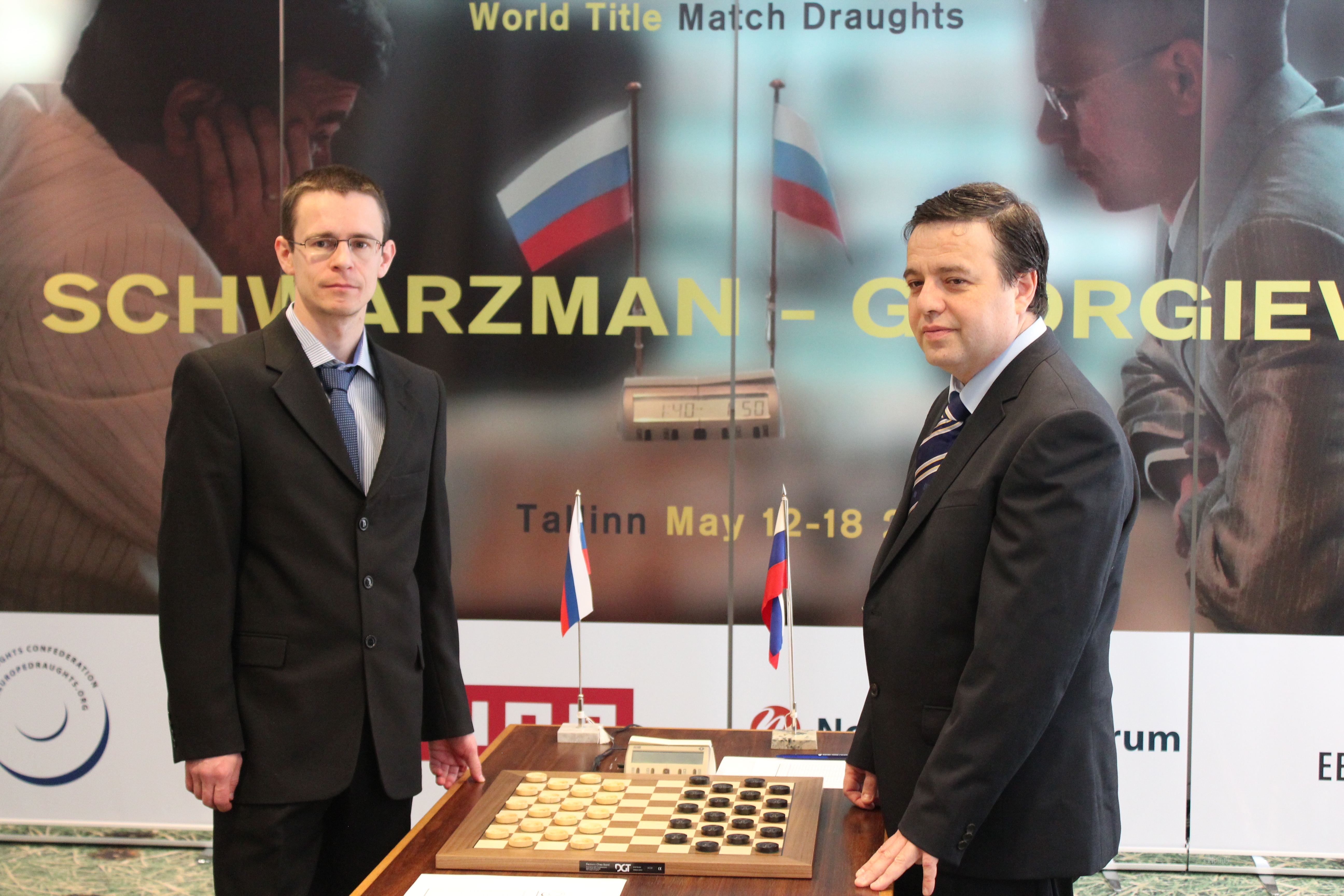

De match om het wereldkampioenschap dammen 2013 werd van 12 t/m 18 mei 2013 gespeeld in Tallinn door titelverdediger Aleksandr Georgiejev en zijn uitdager Aleksandr Schwarzman. 
De match volgde een nieuw speelmodel waarbij elke dag een beslissing viel. 
Als de 1e partij in een remise eindigde werd er nog een partij gespeeld in het volgende (snellere) tempo. 
Op volgorde: regulier tempo (80 minuten + 1 minuut per zet), rapid (20 min + 5 s), blitz (5 min + 3 s) en tot slot een micromatch (5 min + 2 s, als er geen beslissing valt wordt er met dezelfde tijd nog een partij gespeeld). 
Zowel Georgiejev als Schwarzman wonnen een partij in regulier tempo. Georgiejev won eenmaal een rapidpartij terwijl Schwarzman geen rapidpartijen won en daarmee prolongeerde Georgiejev zijn wereldtitel. 
Georgiejev mocht zijn wereldtitel verdedigen in het toernooi om de wereldtitel dat van 1 tot 20 juni 2013 plaatsvond in Oefa.

## Match
| Rang | Land | Speler               | Speeltempo  | 1           | 2           | 3           | 4           | 5           | 6          | 7          | punten     |
| ---- | ---- | -------------------- | ----------- | ----------- | ----------- | ----------- | ----------- | ----------- | ---------- | ---------- | ---------- |
| 1    | RUS  | Aleksandr Georgiejev | Regulier    | 1           | 1           | 0           | 2           | 1           | 1          | 1          | 7          |
| 2    | RUS  | Aleksandr Schwarzman | Regulier    | 1           | 1           | 2           | 0           | 1           | 1          | 1          | 7          |
| 1    | RUS  | Aleksandr Georgiejev | Rapid       | 1           | 1           |             |             | 1           | 2          | 1          | 6          |
| 2    | RUS  | Aleksandr Schwarzman | Rapid       | 1           | 1           |             |             | 1           | 0          | 1          | 4          |
| 1    | RUS  | Aleksandr Georgiejev | Blitz       | 0           | 1           |             |             | 1           |            | 2          | 4          |
| 2    | RUS  | Aleksandr Schwarzman | Blitz       | 2           | 1           |             |             | 1           |            | 0          | 4          |
| 1    | RUS  | Aleksandr Georgiejev | MNicromatch |             | 2           |             |             | 0           |            |            | 2          |
| 2    | RUS  | Aleksandr Schwarzman | Micromatch  |             | 0           |             |             | 2           |            |            | 2          |
| 1    | RUS  | Aleksandr Georgiejev | Totaal      | 1-1-0       | 2-2-1-2     | 2-2-1-2     | 4-2-1-2     | 5-3-2-2     | 6-5-2-2    | 7-6-4-2    | 7-6-4-2    |
| 2    | RUS  | Aleksandr Schwarzman | Totaal      | 1-1-2       | 2-2-3-0     | 4-2-3-0     | 4-2-3-0     | 5-3-4-2     | 6-3-4-2    | 7-4-4-2    | 7-4-4-2    |
|      |      |                      | Leiding:    | Schwartzman | Schwartzman | Schwartzman | Schwartzman | Schwartzman | Georgiejev | Georgiejev | Georgiejev |